# Ninh Dương Lan Ngọc
Ninh Dương Lan Ngọc (sinh ngày 4 tháng 4 năm 1990) là một nữ diễn viên người Việt Nam. Được đánh giá là một trong những nữ diễn viên Việt Nam xuất sắc nhất trong thế hệ của mình, cô bắt đầu được biết đến qua vai diễn Nương trong bộ phim Cánh đồng bất tận.

## Cuộc đời và sự nghiệp

### 1990–2009: Những năm thiếu thời và khởi đầu sự nghiệp
Ninh Dương Lan Ngọc sinh ngày 4 tháng 4 năm 1990 ở Thành phố Hồ Chí Minh, quê ở Cà Mau. Cô là cựu học sinh Trường THPT Nguyễn Hữu Huân và là cựu sinh viên Trường Đại học Sân khấu - Điện ảnh Thành phố Hồ Chí Minh.
Vào những năm 2008 - 2009, khi vẫn còn là sinh viên, cô tham gia một số phim quảng cáo, video ca nhạc cho một số ca sĩ nhưng chưa thật sự có tên tuổi. Ninh Dương Lan Ngọc cũng từng vào vai phụ trong phim truyền hình như Gia đình phép thuật.

### 2010–nay: Thành công qua bộ phimCánh đồng bất tậnvà phát triển sự nghiệp
Năm 2010, Ninh Dương Lan Ngọc thủ vai Nương trong phim Cánh đồng bất tận. Đây là vai diễn đầu tay, cũng là vai diễn giúp cô đoạt giải Cánh Diều Vàng.
Năm 2012, cô đầu quân về công ty Vietnam Artist Agency (VAA) (sau này là Studio68) của Ngô Thanh Vân cho đến năm 2013.
Đầu năm 2015, cô đoạt giải quán quân của chương trình Bước nhảy hoàn vũ 2015.
Năm 2016, cô đầu quân về công ty Light On Agency của Lê Duy Tường.
Ninh Dương Lan Ngọc cái tên ăn khách của phòng vé với các tác phẩm như: Cô Ba Sài Gòn, Tấm Cám: Chuyện chưa kể, Gái già lắm chiêu... Đặc biệt, Lan Ngọc là còn được mệnh danh là "quý cô trăm tỉ" với hai tác phẩm đạt doanh thu trên 100 tỉ đồng mà cô góp mặt là: Cua lại vợ bầu và Gái già lắm chiêu 3. Cô cũng tham gia trong các game show, phim điện ảnh, trong đó có chương trình Running Man (Chạy đi chờ chi).
Năm 2023, Ninh Dương Lan Ngọc tham gia chương trình Chị đẹp đạp gió rẽ sóng của VTV3. Kết quả, cô xuất sắc thành đoàn ở vị trí 2 và có giải phụ Chị đẹp tỏa sáng.
Năm 2024, Ninh Dương Lan Ngọc cùng các chị đẹp từ chương trình Chị đẹp đạp gió rẽ sóng thành lập nhóm nhạc mang tên LUNAS. Cô cùng với nhóm LUNAS đã khiến khán giả bất ngờ khi được mời sang Trung Quốc trình diễn trong chương trình Đạp gió 2024 và nhận về phản hồi tích cực ở nước bạn.

## Danh sách đĩa nhạc

### Video âm nhạc
| Năm  | Tiêu đề                                              | Sáng tác                                         | Ngày phát hành       | Chú thích                                                                                         |
| ---- | ---------------------------------------------------- | ------------------------------------------------ | -------------------- | ------------------------------------------------------------------------------------------------- |
| 2009 | Ngàn Lần Khắc Tên Em                                 | Nguyễn Hồng Thuận                                | 21 tháng 12, 2009    | Diễn viên trong MV của Cao Thái Sơn                                                               |
| 2011 | Lỗi Lầm Thuộc Về Anh                                 | Nguyễn Hồng Thuận                                | 20 tháng 7, 2011     | Diễn viên trong MV của V.Music                                                                    |
| 2013 | Ngày Cưới Không Anh                                  | Nguyễn Văn Chung                                 | 2 tháng 7, 2013      | Diễn viên trong MV của Đinh Ứng Phi Trường                                                        |
| 2014 | Chơi Vơi Trong Cơn Đau                               | Trịnh Thăng Bình                                 | 14 tháng 2, 2014     | Diễn viên trong MV của Dương Triệu Vũ                                                             |
| 2017 | Cô Ba Sài Gòn                                        | Nhạc: Nguyễn Phúc Thiện, Only C & Lời: Lou Hoàng | 16 tháng 11, 2017    | Diễn viên trong MV của Đông Nhi (Ca khúc nhạc phim Cô Ba Sài Gòn do cô đóng vai chính Như Ý)      |
| 2017 | Tân Thời                                             | Huỳnh Hiền Năng                                  | 19 tháng 11, 2017    | Diễn viên trong MV của Jun Phạm (Ca khúc nhạc phim Cô Ba Sài Gòn do cô đóng vai chính Như Ý)      |
| 2017 | Vì Anh Luôn Ở Đây                                    | Nhạc: S.T Sơn Thạch & Lời: Lou Hoàng             | 22 tháng 11, 2017    | Diễn viên trong MV của S.T Sơn Thạch (Ca khúc nhạc phim Cô Ba Sài Gòn do cô đóng vai chính Như Ý) |
| 2018 | Gái Già Tuyển Phi Công                               | Misa                                             | 7 tháng 9, 2018      |                                                                                                   |
| 2019 | Gái Già Muốn Lấy Chồng                               | The 199X                                         | 25 tháng 11, 2019    |                                                                                                   |
| 2020 | Yêu Em Phải Nói (ft. Addy Trần)                      |                                                  |                      | LG Việt Nam                                                                                       |
| 2020 | Tết Mới Trong Tim Mình                               |                                                  | 2 tháng 1, 2020      |                                                                                                   |
| 2020 | Muốn Một Lần Thất Tình                               |                                                  |                      |                                                                                                   |
| 2020 | Tết 2020 - Gái Già Mê Chat (ft.Rhymastic)            | Rhymastic                                        | 11 tháng 1, 2020     | ZaloPay                                                                                           |
| 2020 | Phiếu Bé Ngoan                                       | DTAP                                             | 11 tháng 8, 2020     |                                                                                                   |
| 2021 | Đầu Bếp Tại Gia, An Yên Đón Tết                      | Bùi Công Nam                                     | 12 tháng 1, 2021     | CP Foods                                                                                          |
| 2021 | Mãi Iu Nhé Anh (ft.Only C)                           | Only C                                           | 4 tháng 3, 2021      | Liên Quân Mobile                                                                                  |
| 2021 | Tết Hà Há Ha                                         |                                                  | 18 tháng 12, 2021    | Tết Mirinda                                                                                       |
| 2021 | Không Sao Mà, Việt Nam Ơi                            | Anh Khang                                        | 22 tháng 8, 2021     | Lazada Việt Nam                                                                                   |
| 2022 | Chỉ Cần Bình Thường Thôi, Tết Cũng Đủ Mới Rồi        |                                                  | 6 tháng 1, 2022      | Lazada Việt Nam                                                                                   |
| 2022 | Vì Mẹ Anh Bắt Chia Tay (phiên bản quên luôn bản gốc) | Châu Đăng Khoa                                   | 26 tháng 6, năm 2022 |                                                                                                   |
| 2022 | Ngày Thương Tháng Nhớ Năm Đợi                        |                                                  | 10 tháng 9, năm 2022 | Diễn viên trong MV của [[S.T Sơn Thạch]]                                                          |
| 2023 | Tết Yêu, Tết Ghét                                    | Huy R                                            | 17 tháng 1, 2023     |                                                                                                   |
| 2024 | Moonlight                                            | Trang Pháp                                       | 20 tháng 5, 2024     | Thành viên trong LUNAS                                                                            |
| 2024 | Hoa Xương Rồng                                       | Cheng, Trang Pháp                                | 13 tháng 10, 2024    | Thành viên trong LUNAS                                                                            |

## Danh sách phim

### Truyền hình
| Năm  | Tựa phim              | Vai diễn  | Kênh        |
| ---- | --------------------- | --------- | ----------- |
| 2009 | Gia đình phép thuật   | Phương    | HTV7        |
| 2009 | Những mảnh vỡ phù hoa |           | HTV7        |
| 2010 | Mệnh lệnh Hoa hồng    | Bích Thủy | HTV7        |
| 2012 | Phiên chợ số          | Thảo      | HTV9        |
| 2014 | Vừa đi vừa khóc       | Lụa       | VTV3        |
| 2014 | Sóng gió hôn nhân     | Ánh Giao  | HTV9        |
| 2016 | Nhân tình lạc lối     | Mai       | VTV6        |
| 2016 | Nguyệt thực           | Mỹ Khanh  | VTV3        |
| 2019 | Mối tình đầu của tôi  | An Chi    | VTV3        |
| 2025 | Tứ Đại Mỹ Nhân        | Ms. Q     | Galaxy Play |

### Điện ảnh
| Năm  | Tựa phim                | Vai diễn            | Ghi chú |
| ---- | ----------------------- | ------------------- | ------- |
| 2010 | Cánh đồng bất tận       | Nương               | [ 9 ]   |
| 2011 | Long Ruồi               | Xuân                |         |
| 2013 | Tèo em                  | Minh Minh           | [ 10 ]  |
| 2014 | Chào cô Thúy            | Thuý                | [ 11 ]  |
| 2014 | Xui mà hên              | Hà                  |         |
| 2015 | Trúng số                | Thơm                | [ 12 ]  |
| 2016 | Tấm Cám: Chuyện chưa kể | Cám                 | [ 13 ]  |
| 2016 | Phim trường ma          | Linh Đan            |         |
| 2016 | Găng tay đỏ             | No. 7/Băng Tâm      |         |
| 2016 | Nắng                    | Phương              |         |
| 2017 | Cô Ba Sài Gòn           | Như Ý               | [ 14 ]  |
| 2018 | Gái già lắm chiêu 2     | Ms. Q               |         |
| 2019 | Cua lại vợ bầu          | Nhã Linh            |         |
| 2020 | Gái già lắm chiêu 3     | Ms. Q               |         |
| 2021 | Gái già lắm chiêu V     | Khách mua hàng      | Cameo   |
| 2022 | 1990                    | Linh Lan            |         |
| 2022 | Cô gái từ quá khứ       | Hoàng Quyên / Ms. Q |         |

### Phim chiếu mạng
| Năm  | Tựa Phim                    | Đóng với                        | Ghi chú |
| ---- | --------------------------- | ------------------------------- | ------- |
| 2011 | Thật Tuyệt Vời Khi Ở Bên Em |                                 |         |
| 2012 | Hành trình (The journey)    | Ngô Thanh Vân                   |         |
| 2016 | Khi tôi là tôi              | Hạ Vi, Rocker Nguyễn            |         |
| 2019 | Cừu đen                     | Tú Hảo, Fung La                 | Cameo   |
| 2020 | Kẻ săn tin                  | Minh Hằng, Jun Phạm, Trấn Thành | Cameo   |

## Danh sách chương trình

Ninh Dương Lan Ngọc cùng với các nghệ sĩ và thí sinh Siêu trí tuệ Việt Nam (mùa 1) trong chương trình Sóng 20 của VieON phát sóng vào đêm Giao thừa Tết Canh Tý (2020)

| Năm  | Chương trình                                  | Vai trò                                |
| ---- | --------------------------------------------- | -------------------------------------- |
| 2011 | Lữ khách 24h - HTV7                           | Khách mời (Tập 89,90)                  |
| 2015 | Tuyệt đỉnh giác quan - THVL1                  | Người chơi khách mời (Tập 4)           |
| 2015 | Thiên đường ẩm thực - HTV7                    | Người chơi khách mời (Tập 11)          |
| 2015 | Bí mật đêm Chủ nhật - HTV7                    | Người chơi khách mời (Tập 2)           |
| 2015 | Trò chơi âm nhạc - VTV3                       | Người chơi khách mời                   |
| 2015 | Bước nhảy hoàn vũ - VTV3                      | Thí sinh - Quán quân                   |
| 2015 | Lớp học vui nhộn - Yeah1TV (VTC4 & VTVCab 17) | Người chơi khách mời (Tập 65)          |
| 2015 | Bữa trưa vui vẻ - VTV6                        | Người chơi khách mời                   |
| 2015 | Không giới hạn - Sasuke Việt Nam - VTV3       | Người chơi khách mời                   |
| 2015 | Radio 88.8 - Yantv (SCTV2)                    | VJ khách mời (Tập 15)                  |
| 2015 | Ghế đỏ - Yantv (SCTV2)                        | Khách mời                              |
| 2016 | Ơn giời cậu đây rồi! - VTV3                   | Người chơi khách mời (Tập 3)           |
| 2016 | 100 triệu 1 phút - VTV3                       | Người chơi khách mời (Tập 11)          |
| 2016 | Ghế không tựa - VTV6                          | Khách mời                              |
| 2017 | Saostar quá giang                             | Khách mời (Tập 19)                     |
| 2017 | Người bí ẩn - HTV7                            | Người chơi khách mời (Tập 7 - Mùa 4)   |
| 2017 | Chuyện tối nay với Thành - BRT                | Khách mời (Tập 8)                      |
| 2017 | Hội ngộ danh hài - HTV7                       | Khách mời Dẫn chương trình (Tập 15)    |
| 2018 | Nhanh như chớp - HTV7                         | Người chơi khách mời (Tập 2)           |
| 2018 | Trí lực sánh đôi - VTV3                       | Người chơi khách mời (Tập 2)           |
| 2018 | Sàn đấu ca từ - HTV7                          | Người chơi khách mời (Tập 5)           |
| 2018 | Phiên tòa tình yêu - HTV2                     | Người chơi khách mời (Tập 1)           |
| 2018 | Đào thoát - HTV7                              | Người chơi khách mời (Tập 9)           |
| 2018 | Quý ông đại chiến - VTV3                      | Người chơi khách mời (Nhiều tập)       |
| 2018 | Người bí ẩn - HTV7                            | Người chơi khách mời (Tập 4 - Mùa 5)   |
| 2018 | Vì bạn xứng đáng - VTV3                       | Người chơi khách mời (tập 108)         |
| 2018 | Giọng ải giọng ai - HTV7                      | Người chơi khách mời (Tập 13)          |
| 2018 | Biệt tài tí hon - VTV3                        | Người chơi khách mời (Tập 1,2- mùa 2)  |
| 2018 | Giọng ca bí ẩn - HTV7                         | Người chơi khách mời (Tập 7)           |
| 2019 | 7 nụ cười xuân - HTV7                         | Thành viên chính (Mùa 2)               |
| 2019 | Running Man Vietnam - HTV7                    | Thành viên chính (Mùa 1)               |
| 2019 | Bistro K - Quán ăn hạnh phúc - HTV2           | Khách mời (Tập 1)                      |
| 2019 | Người bí ẩn - HTV7                            | Người chơi khách mời (Tập 11 - Mùa 6)  |
| 2019 | Người ấy là ai - HTV2                         | Người chơi khách mời (Tập 8,9 - Mùa 2) |
| 2019 | Quý ông đại chiến - VTV3                      | Ban cố vấn cố định                     |
| 2019 | Nhanh như chớp - HTV7                         | Người chơi khách mời (Tập 4)           |
| 2019 | Ô hay gì thế này - VTV3                       | Người chơi khách mời (Tập 3)           |
| 2020 | Sóng 20 - HTV2                                | Dẫn chương trình phụ                   |
| 2020 | Sóng Vieon                                    | Khách mời                              |
| 2020 | 7 nụ cười xuân - HTV7                         | Thành viên chính (Mùa 3)               |
| 2020 | Quý ông đại chiến - VTV3                      | Ban cố vấn cố định                     |
| 2020 | Thiếu niên nói - VTV3                         | Khách mời                              |
| 2020 | Chị em chúng mình - HTV7                      | Thành viên chính                       |
| 2021 | Chill baby chill                              | Khách mời (Tập 6)                      |
| 2021 | Sóng 21 - HTV2                                | Dẫn chương trình phụ                   |
| 2021 | 7 nụ cười xuân - HTV7                         | Thành viên chính (Mùa 4)               |
| 2021 | Running Man Vietnam - HTV7                    | Thành viên chính (Mùa 2)               |
| 2022 | 7 nụ cười xuân - HTV7                         | Thành viên chính (Mùa 5)               |
| 2023 | 7 nụ cười xuân - HTV7                         | Thành viên chính (Mùa 6)               |
| 2023 | Hành Trình Rực Rỡ - VTV3                      | Người chơi khách mời (Tập 3-4-5)       |
| 2023 | Chị đẹp đạp gió rẽ sóng - VTV3                | Thí sinh - Thành đoàn - Vị trí 2       |
| 2023 | Đi Tìm Niềm Vui                               | Thành viên chính                       |
| 2024 | 7 nụ cười xuân - HTV7                         | Thành viên chính (Mùa 7)               |
| 2024 | Biệt Đội Siêu Sao - HTV7                      | Thành viên chính                       |
| 2025 | Running Man Vietnam                           | Thành viên chính (Mùa 3)               |
| 2025 | Sao Nhập Ngũ                                  |                                        |

## Đời tư
Thời mới nổi tiếng, Lan Ngọc có mối tình với La Thành . Lan Ngọc và Minh Luân cũng từng công khai hẹn hò nhau. Trong đêm chung kết Tình Bolero, Lan Ngọc đến ủng hộ tinh thần cho người yêu. Sau 3 năm yêu nhau, mối tình này đã tan vỡ.

## Tranh cãi

### Nghi án đoạt giải không thuyết phục
Ở Bước nhảy hoàn vũ 2015, Ninh Dương Lan Ngọc vướng nghi án đạt giải không thuyết phục, nhiều ý kiến cho rằng cô không xứng đáng với giải thưởng này vì phần trình diễn của cô được đầu tư hơn hẳn so với các phần trình diễn khác, nghi ngờ có sự ưu ái cá nhân.

### Bị tố cướp vai diễn
Ninh Dương Lan Ngọc bị tố cướp vai diễn của Angela Phương Trinh. Lan Ngọc bác bỏ cáo buộc này, nhưng việc gọi Angela Phương Trinh là đàn em đã khiến khán giả tranh cãi.

### Tranh cãi về hành động không phù hợp
Tại sự kiện Tuần lễ Thời trang Quốc tế Việt Nam 2020, Ninh Dương Lan Ngọc cùng Linh Chi và Ngọc Trinh bị nhiều khán giả đánh giá có hành động không phù hợp với Thủy Tiên. Theo đó, tuy Ninh Dương Lan Ngọc đến sau Thủy Tiên nhưng bị cộng đồng mạng cho là cô không chào đàn chị. Sau đó, khi Thủy Tiên rời đi, Lan Ngọc ngước mắt nhìn theo, bị nghi là đã liếc Thủy Tiên. Sau vụ việc, anti-fan đã tấn công các nhãn hàng, gameshow Lan Ngọc có tham gia, tạo nhóm anti-fan, cũng như vào video ca nhạc của cô yêu cầu xin lỗi. Đỉnh điểm, một nhóm anti Ninh Dương Lan Ngọc trên Facebook đạt 30.000 thành viên chỉ sau vài ngày, Sau khi nhóm này bị xóa, nhiều nhóm anti-fan khác lại xuất hiện khiến Ninh Dương Lan Ngọc không xuất hiện trên mạng xã hội một thời gian.

### Khác
Ngày 2 tháng 3 năm 2021, một trang web phim người lớn đăng tải loạt ảnh được cho là cắt từ clip nhạy cảm của Ninh Dương Lan Ngọc. Tuy nhiên, Ninh Dương Lan Ngọc khẳng định nhân vật nữ trong clip không phải là mình.

## Giải thưởng và đề cử

### Quốc tế
| Giải thưởng                                            | Năm  | Hạng mục                                                      | Đề cử cho           | Kết quả   | Ref    |
| ------------------------------------------------------ | ---- | ------------------------------------------------------------- | ------------------- | --------- | ------ |
| Golden Rooster and Hundred Flowers Film Festival       | 2011 | Audience Choice Award for Favourite Actress in a Foreign Film | Cánh đồng bất tận   | Đoạt giải | [ 29 ] |
| Viet Film Fest                                         | 2014 | Best Actress                                                  | Chào Cô Thuý        | Đoạt giải |        |
| Hanoi International Film Festival                      | 2016 | Best Leading Actress                                          | Trúng số            | Đề cử     |        |
| Asia Star Awards tại Busan International Film Festival | 2017 | Face of Asia Award                                            | Cô Ba Sài Gòn       | Đoạt giải | [ 30 ] |
| METUB WebTVAsia Awards                                 | 2019 | Outstanding Celebrity Star on YouTube                         | Ninh Dương Lan Ngọc | Đề cử     | [ 31 ] |

### Việt Nam
| Giải thưởng                 | Năm  | Hạng mục                                         | Đề cử cho                             | Kết quả   | Ref    |
| --------------------------- | ---- | ------------------------------------------------ | ------------------------------------- | --------- | ------ |
| Liên hoan phim Việt Nam     | 2011 | Nữ diễn viên chính xuất sắc phim truyện          | Cánh đồng bất tận                     | Đoạt giải | [ 32 ] |
| Liên hoan phim Việt Nam     | 2017 | Nữ diễn viên chính xuất sắc phim truyện          | Cô Ba Sài Gòn                         | Đề cử     |        |
| Giải Cánh diều              | 2010 | Nữ diễn viên chính xuất sắc phim truyện điện ảnh | Cánh đồng bất tận                     | Đoạt giải | [ 5 ]  |
| Giải Cánh diều              | 2015 | Nữ diễn viên chính xuất sắc phim truyện điện ảnh | Trúng số                              | Đoạt giải | [ 33 ] |
| Giải Cánh diều              | 2016 | Nữ diễn viên phụ xuất sắc phim truyện điện ảnh   | Tấm Cám: Chuyện chưa kể               | Đề cử     |        |
| Giải Mai Vàng               | 2010 | Nữ diễn viên được yêu thích nhất                 | Cánh đồng bất tận                     | Đoạt giải | [ 34 ] |
| Giải Mai Vàng               | 2016 | Nữ diễn viên được yêu thích nhất                 | Tấm Cám: Chuyện chưa kể               | Đề cử     |        |
| Giải Mai Vàng               | 2019 | Nữ diễn viên được yêu thích nhất                 | Cua lại vợ bầu                        | Đoạt giải | [ 35 ] |
| Giải Mai Vàng               | 2019 | Nghệ sĩ của năm                                  | Ninh Dương Lan Ngọc                   | Đoạt giải | [ 35 ] |
| Giải Mai Vàng               | 2020 | Nữ diễn viên được yêu thích nhất                 | Gái già lắm chiêu 3                   | Đề cử     |        |
| Giải Mai Vàng               | 2022 | Nữ diễn viên điện ảnh được yêu thích nhất.       | Cô gái từ quá khứ                     | Đoạt giải |        |
| Ngôi Sao Xanh               | 2016 | Nữ diễn viên điện ảnh được yêu thích nhất        | Tấm Cám: Chuyện chưa kể               | Đề cử     |        |
| Ngôi Sao Xanh               | 2016 | Nữ diễn viên điện ảnh xuất sắc nhất              | Tấm Cám: Chuyện chưa kể               | Đề cử     |        |
| Ngôi Sao Xanh               | 2017 | Nữ diễn viên điện ảnh được yêu thích nhất        | Cô Ba Sài Gòn                         | Đề cử     |        |
| Ngôi Sao Xanh               | 2017 | Nữ diễn viên điện ảnh xuất sắc nhất              | Cô Ba Sài Gòn                         | Đề cử     |        |
| Ngôi Sao Xanh               | 2019 | Nữ diễn viên điện ảnh được yêu thích nhất        | Gái già lắm chiêu 2                   | Đề cử     |        |
| Ngôi Sao Xanh               | 2019 | Nữ diễn viên điện ảnh xuất sắc nhất              | Gái già lắm chiêu 2                   | Đề cử     |        |
| Ngôi Sao Xanh               | 2020 | Nữ diễn viên điện ảnh được yêu thích nhất        | Gái già lắm chiêu 3                   | Đề cử     |        |
| Ngôi Sao Xanh               | 2020 | Nữ diễn viên điện ảnh xuất sắc nhất              | Gái già lắm chiêu 3                   | Đoạt giải | [ 36 ] |
| WeChoice Awards             | 2016 | Nhân vật truyền cảm hứng                         | Ninh Dương Lan Ngọc                   | Đề cử     |        |
| WeChoice Awards             | 2019 | Nghệ sĩ có hoạt động nổi bật                     | Ninh Dương Lan Ngọc                   | Đề cử     |        |
| Elle Style Awards           | 2017 | Nữ diễn viên phong cách nhất của năm             | Ninh Dương Lan Ngọc                   | Đề cử     |        |
| Elle Style Awards           | 2018 | Nữ diễn viên phong cách nhất của năm             | Ninh Dương Lan Ngọc                   | Đề cử     |        |
| Elle Style Awards           | 2019 | Nữ diễn viên phong cách nhất của năm             | Ninh Dương Lan Ngọc                   | Đoạt giải | [ 37 ] |
| Harper’s Bazaar Star Awards | 2019 | Nữ diễn viên của năm                             | Ninh Dương Lan Ngọc                   | Đoạt giải | [ 38 ] |
| Ấn tượng VTV                | 2016 | Nữ diễn viên Ấn tượng                            | Nguyệt thực                           | Đề cử     |        |
| Ấn tượng VTV                | 2019 | Nữ diễn viên Ấn tượng                            | Mối tình đầu của tôi                  | Đề cử     |        |
| Ngôi sao của năm            | 2022 | Ngôi sao Điện ảnh Tài năng                       | 1990, Cô gái từ quá khứ               | Đoạt giải | [ 39 ] |
| DAN Movie & TV Picks        | 2022 | Cặp đôi ăn ý được cộng đồng mạng yêu thích       | Cô gái từ quá khứ (cùng Kaity Nguyễn) | Đoạt giải |        |
| DAN Movie & TV Picks        | 2022 | Nữ chính được cộng đồng mạng yêu thích           | Cô gái từ quá khứ                     | Đoạt giải |        |
| Vạn Xuân Awards             | 2024 | KOL nổi bật của năm                              |                                       | Đoạt giải |        |